# Major League Baseball 1893
1893 års säsong av Major League Baseball (MLB) var den 18:e i MLB:s historia. MLB bestod under denna säsong av National League (NL), som bestod av tolv klubbar. Mästare blev Boston Beaneaters, som därmed tog sin sjätte ligatitel.

## Tabell
| Klubb                 | M   | V  | F  | O | V%    | GB   | PF    | PM    |
| --------------------- | --- | -- | -- | - | ----- | ---- | ----- | ----- |
| Boston Beaneaters     | 131 | 86 | 43 | 2 | 0,667 | –    | 1 008 | 794   |
| Pittsburg Pirates     | 131 | 81 | 48 | 2 | 0,628 | 5    | 967   | 766   |
| Cleveland Spiders     | 129 | 73 | 55 | 1 | 0,570 | 12,5 | 977   | 839   |
| Philadelphia Phillies | 133 | 72 | 57 | 4 | 0,558 | 14   | 1 011 | 843   |
| New York Giants       | 136 | 68 | 64 | 4 | 0,515 | 19,5 | 940   | 846   |
| Cincinnati Reds       | 131 | 65 | 63 | 3 | 0,508 | 20,5 | 760   | 814   |
| Brooklyn Grooms       | 130 | 65 | 63 | 2 | 0,508 | 20,5 | 775   | 845   |
| Baltimore Orioles     | 130 | 60 | 70 | 0 | 0,462 | 26,5 | 820   | 891   |
| Chicago Colts         | 128 | 56 | 71 | 1 | 0,441 | 29   | 829   | 874   |
| St. Louis Browns      | 135 | 57 | 75 | 3 | 0,432 | 30,5 | 745   | 831   |
| Louisville Colonels   | 126 | 50 | 75 | 1 | 0,400 | 34   | 760   | 939   |
| Washington Senators   | 130 | 40 | 89 | 1 | 0,310 | 46   | 722   | 1 032 |

## Statistik

### Slagmän

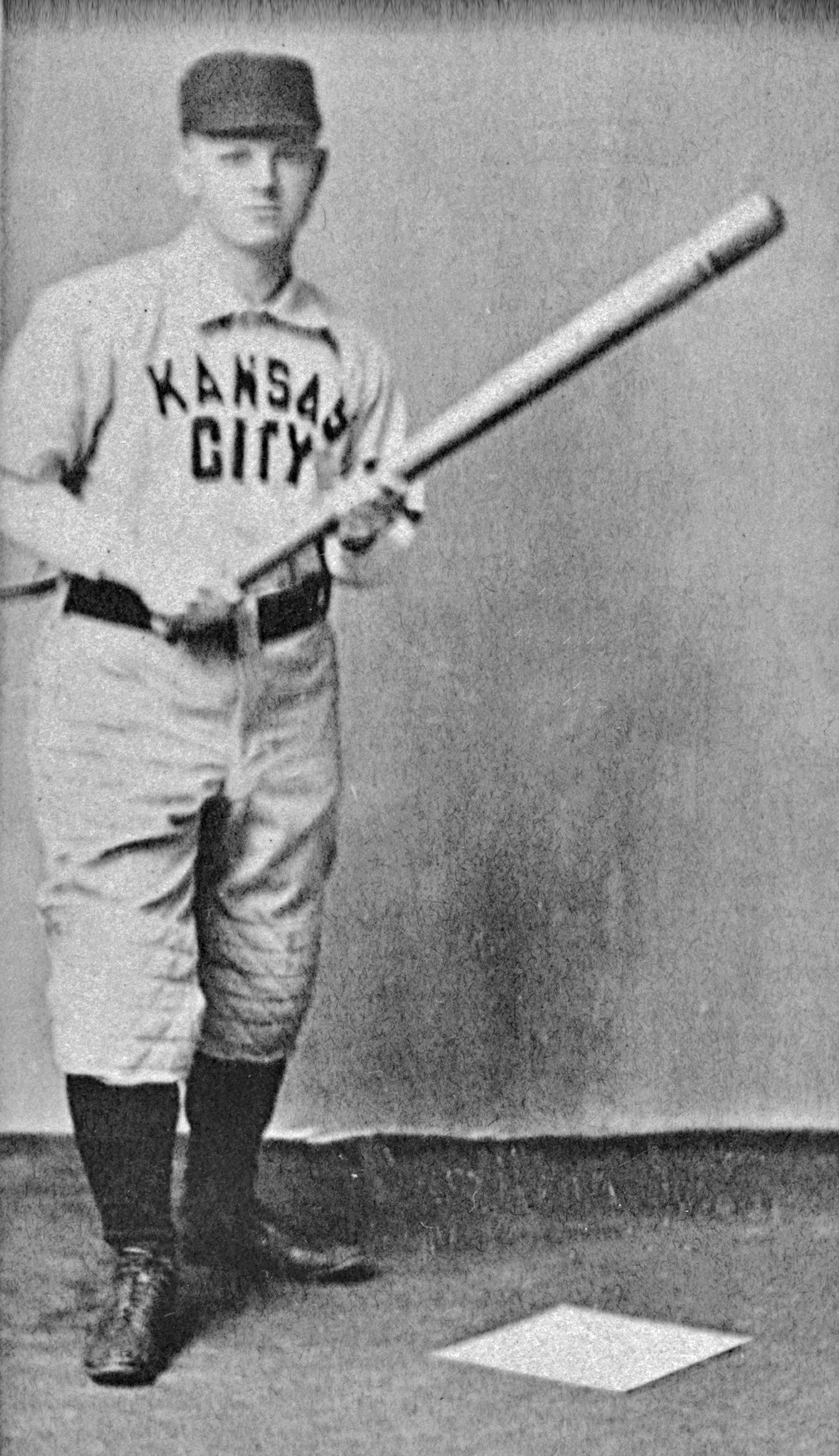
Billy Hamilton.

Källa: 
| Kategori | Slagman        | Klubb | Värde |
| -------- | -------------- | ----- | ----- |
| AVG      | Billy Hamilton | PHI   | 0,380 |
| HR       | Ed Delahanty   | PHI   | 19    |
| RBI      | Ed Delahanty   | PHI   | 146   |
| R        | Herman Long    | BOS   | 149   |
| H        | Sam Thompson   | PHI   | 222   |
| OBP      | Billy Hamilton | PHI   | 0,490 |
| SLG      | Ed Delahanty   | PHI   | 0,583 |
| SB       | Tom Brown      | LOU   | 66    |

### Pitchers

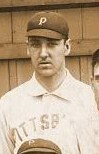
Frank Killen.

Källa: 
| Kategori | Pitcher                                                                     | Klubb                      | Värde |
| -------- | --------------------------------------------------------------------------- | -------------------------- | ----- |
| W        | Frank Killen                                                                | PIT                        | 36    |
| ERA      | Ted Breitenstein                                                            | STL                        | 3,18  |
| SO       | Amos Rusie                                                                  | NYG                        | 208   |
| IP       | Amos Rusie                                                                  | NYG                        | 482,0 |
| CG       | Amos Rusie                                                                  | NYG                        | 50    |
| SHO      | Red Ehret · Amos Rusie                                                      | PIT NYG                    | 4     |
| SV       | Mark Baldwin · Tom Colcolough · Frank Donnelly · Frank Dwyer · Tony Mullane | PIT, NYG PIT CHI CIN , BAL | 2     |
| WHIP     | Kid Nichols                                                                 | BOS                        | 1,28  |